# Mundur galowy Marynarki Wojennej

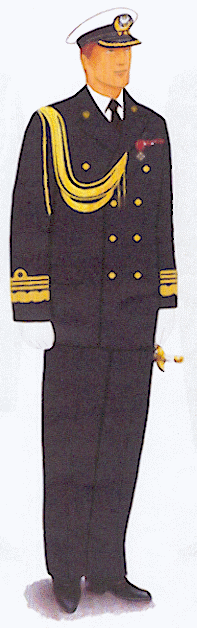
Ubiór galowy admirała Marynarki Wojennej

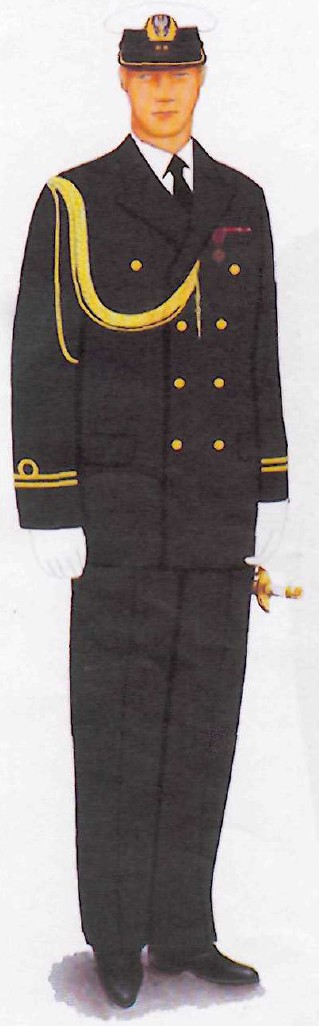
Ubiór galowy żołnierza Marynarki Wojennej

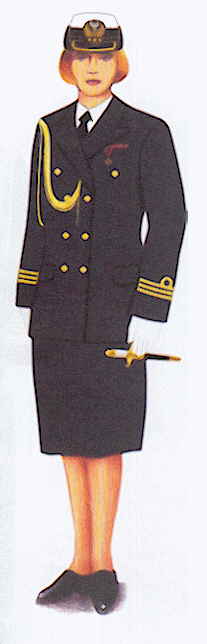
Ubiór galowy żołnierza-kobiety Marynarki Wojennej

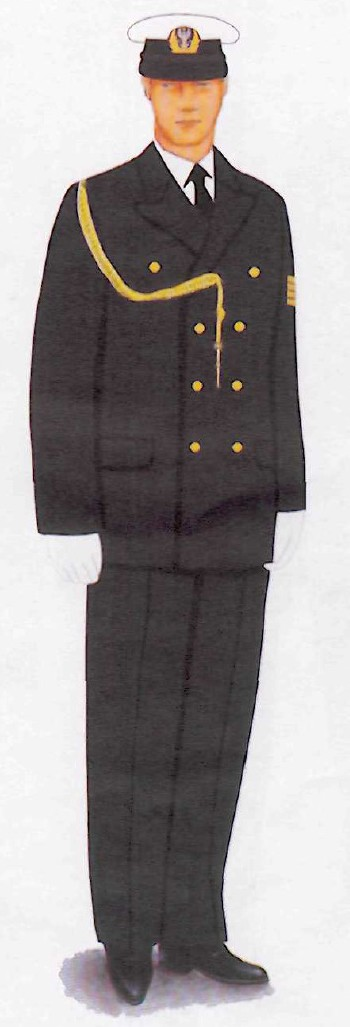
Ubiór galowy podoficera Marynarki Wojennej

Mundur galowy Marynarki Wojennej – zbiór umundurowania galowego obowiązujący aktualnie w Marynarce Wojennej Sił Zbrojnych RP.
Ubiór galowy noszony jest: podczas uroczystości państwowych i wojskowych, wręczania aktów mianowań na kolejne stopnie wojskowe oraz dekoracji żołnierzy orderami i odznaczeniami, uroczystości wręczania sztandarów, orderów i odznaczeń jednostkom wojskowym, zaprzysiężenia i ślubowania żołnierzy, rozpoczęcia roku szkolnego, immatrykulacji oraz promocji w szkołach wojskowych, uroczystości przy Grobie Nieznanego żołnierza i innych miejscach pamięci narodowej, świąt rodzajów Sił Zbrojnych i świąt jednostek wojskowych, uroczystych spotkań służbowych, innych uroczystości, wystąpień indywidualnych, z wyjątkiem wystąpień, dla których przewidziany jest ubiór wyjściowy.
Umundurowanie wyjściowe składa się z wielu sortów mundurowych. Wyróżniamy w sumie 2 zestawy przeznaczonych dla mężczyzn (na lato i na zimę). oraz 2 dla kobiet (1 letni i 1 zimowy).

## Elementy umundurowania galowego

### Nakrycia głowy
Czapka garnizonowa (wyjściowa oraz letnia) jest w kolorze białym. Otok barwy czarnej. Wyróżniamy kilka rodzajów czapek garnizonowych: dla marynarzy, dla podoficerów oraz dla admirałów. 
Kapelusz damski jest damskim odpowiednikiem czapki garnizonowej. Wykonany jest z tkaniny białej z czarnym otokiem. Podobnie jak czapki garnizonowe, kapelusze występują w kilku wersjach dla poszczególnych korpusów.

### Koszule
Koszula oficerska koloru białego zapinana na 7 guzików. Koszula posiada długi rękaw z mankietem zapinanym na guzik lub spinkę. Szwy barkowe skierowane są nieco ku przodowi. Dół koszuli zaokrąglony.
Koszulo-bluza z krótkimi rękawami koloru białego zapinana z przodu na 7 guzików. Na szwach barkowych skierowanych w przód umieszczono guzik oraz podtrzymywacz pozwalające na zamocowanie naramienników z oznaczeniem stopnia. Z przodu u góry naszyte dwie kieszenie zapinane na guzik.
Koszulo-bluza oficerska z długimi rękawami koloru białego ma podobną konstrukcję do koszulo-bluzy z krótkimi rękawami. Zasadniczą różnicą są długie rękawy zakończone mankietami zapinanymi na guziki.
Koszula oficerska damska koloru białego zapinana na 7 guzików na damską stronę. Koszula posiadają długi rękaw z mankietem zapinanym na guzik lub spinkę. Szwy barkowe skierowane są nieco ku przodowi. Dół koszuli zaokrąglony. Krój koszuli dopasowany jest do kobiecej sylwetki.
Koszulo-bluza oficerska damska z krótkimi rękawami koloru białego zapinana z przodu na 7 guzików na damską stronę. Na szwach barkowych skierowanych w przód umieszczono guzik oraz podtrzymywacz pozwalające na zamocowanie naramienników z oznaczeniem stopnia. Z przodu u góry naszyte dwie kieszenie zapinane na guzik. Krój koszulo-bluzy dopasowany jest do kobiecej sylwetki.
Koszulo-bluza oficerska damska z długimi rękawami koloru białego ma podobną konstrukcję do koszulo-bluzy z krótkimi rękawami. Zasadniczą różnicą są długie rękawy zakończone mankietami zapinanymi na guziki. Krój koszulo-bluzy dopasowany jest do kobiecej sylwetki.

### Bluzy i spodnie
Mundur letni oficerski wykonany jest z tkaniny w kolorze granatowym. Kurtka dwurzędowa z wykładanym kołnierzem i wyłogami, zapinana na trzy guziki w kolorze złotym z kotwicą Marynarki Wojennej na krzyżu kawalerskim. Na obu częściach przodu u góry przyszyte guziki mundurowe. Na lewym przodzie drugi rząd guzików mundurowych. Z przodu, poniżej linii pasa umieszczono dwie kieszenie, boczne z klapkami. Kurtka posiada, także dwie kieszenie wewnętrzne (jedna zapinana na guzik). Spodnie długie, bez mankietów zwężane ku dołowi.
Mundur galowy oficerski wykonany z tkaniny w kolorze granatowym.
Mundur galowy admirała wykonany z tkaniny w kolorze granatowym.
Mundur wyjściowy letni wykonany z tkaniny w kolorze białym.
Kurtka i spodnie munduru wyjściowego oficerskiego damskiego (ze spódnicą) wykonane są z gabardyny mundurowej w kolorze granatowym. Krój umundurowania dopasowany jest do damskiej figury. Kurtka dwurzędowa z wykładanym kołnierzem i wyłogami, zapinana na trzy guziki na damską stronę. Na obu częściach przodu u góry przyszyte guziki mundurowe. Na prawym przodzie drugi rząd guzików mundurowych. Z przodu, poniżej linii pasa umieszczono dwie kieszenie, boczne z klapkami. Kurtka posiada, także dwie kieszenie wewnętrzne (jedna zapinana na guzik). Na guzikach mundurowych w kolorze złotym umieszczono kotwicę Marynarki Wojennej na krzyżu kawalerskim. Spodnie długie, bez mankietów zwężane ku dołowi. Długość spódnicy – do kolan. Z boku umieszczono zamek błyskawiczny.
Kurtka i spodnie munduru oficerskiego letniego damskiego (ze spódnicą) wykonane są z gabardyny mundurowej letniej w kolorze granatowym. Krój taki jak przy umundurowaniu wyjściowym damskim.

### Akcesoria
Krawat w kolorze czarnym.
Spinki do mankietów w kolorze czarnym.
Rękawiczki oficerskie w kolorze białym.
Sznur galowy barwy złocistej nosi się na prawym ramieniu, przy pomocy zapinki przy wszyciu rękawa. Pętelkę sznura zapina się pod klapą, na wysokości pierwszego rzędu guzików. Dłuższy warkocz sznura galowego generała umieszcza się pod rękawem i zapina na pierwszy guzik, drugi warkocz ułożony na piersi zapina się na drugi od góry guzik munduru. Pętle sznurów galowych oficerskich i generała zakłada się pod prawy rękaw kurtki munduru.
Skarpetki – koloru czarnego lub białego.
Pasek skórzany oficerski wykonany z naturalnej skóry.
Pończochy lub rajstopy w kolorze cielistym. Przeznaczone wyłącznie dla żołnierzy-kobiet.

### Obuwie
Półbuty galowe wykonane są z czarnej lub białej skóry. Przeznaczone wyłącznie dla żołnierzy-mężczyzn. Do noszenia (z białymi skarpetkami) do munduru wyjściowego letniego w kolorze białym.
Półbuty damskie galowe wykonane są z czarnej, naturalnej skóry. Jest to obuwie typu czółenko. Przeznaczone do noszenia wraz z mundurem wyjściowym lub galowym. Przeznaczone wyłącznie dla żołnierzy-kobiet.
Kozaki damskie wykonane są z czarnej, naturalnej skóry bydlęcej. W środku posiadają wyściółkę wykonaną z tkaniny ocieplającej. Dla ułatwienia wkładania, z boku umieszczony jest zamek błyskawiczny. Przeznaczone do noszenia wraz z mundurem wyjściowym lub galowym w okresie jesienno-zimowym. Przeznaczone wyłącznie dla żołnierzy-kobiet.
Botki zimowe oficerskie wykonane są z czarnej, naturalnej skóry licowej. Z boku but posiada zamek błyskawiczny pomocny przy zakładaniu. Jako ocieplenie zastosowano włókninę ocieplającą Thinsulate.

## Zestawy przeznaczone dla mężczyzn

### Zestaw 1 (na zimę)
W skład zestawu wchodzi: 
- Czapka garnizonowa,
- Koszula koloru białego ze spinkami[m],
- Mundur galowy admirała[n],
- Mundur galowy oficerski,
- Krawat,
- Rękawiczki skórzane,
- Półbuty galowe,
- Skarpetki,
- Pasek do spodni,
- Sznur galowy.

### Zestaw 2 (na lato)
W skład zestawu wchodzi: 
- Czapka garnizonowa,
- Koszula koloru białego ze spinkami[m],
- Mundur letni galowy admirała[n],
- Mundur letni oficerski,
- Krawat,
- Rękawiczki skórzane,
- Półbuty galowe,
- Skarpetki,
- Pasek do spodni,
- Sznur galowy.

Ponadto, w razie potrzeby oraz na czas przejazdu lub dojścia do miejsca uroczystości, zezwala się nosić w składzie ubioru galowego (w zależności od pory roku), płaszcz sukienny lub letni z szalikiem lub bez. Po zakończeniu części oficjalnej uroczystości, w pomieszczeniach zamkniętych lub przy wysokich temperaturach, dopuszcza się możliwość występowania bez kurtki mundurowej, w koszulo-bluzie z krawatem i spinką do krawata.
Regulaminy dopuszczają noszenie kordzika Marynarki Wojennej wraz z umundurowaniem galowym.

## Zestawy przeznaczone dla kobiet

### Zestaw 1 (na zimę)
W skład zestawu wchodzi: 
- Furażerka,
- Kurtka munduru wyjściowego damskiego,
- Spódnica lub spodnie munduru wyjściowego damskiego,
- Krawat,
- Koszula koloru białego ze spinkami[m],
- Rękawiczki skórzane,
- Pończochy lub rajstopy,
- Półbuty galowe damskie,
- Pasek do spodni,
- Sznur galowy.

### Zestaw 2 (na lato)
W skład zestawu wchodzi: 
- Furażerka,
- Kurtka munduru wyjściowego letniego damskiego,
- Spódnica lub spodnie munduru wyjściowego letniego damskiego,
- Krawat,
- Koszula koloru białego ze spinkami[m],
- Rękawiczki skórzane,
- Pończochy lub rajstopy,
- Półbuty galowe damskie,
- Pasek do spodni,
- Sznur galowy.

Ponadto, w razie potrzeby oraz na czas przejazdu lub dojścia do miejsca uroczystości, zezwala się nosić w składzie ubioru galowego (w zależności od pory roku), płaszcz sukienny lub letni z szalikiem lub bez. Po zakończeniu części oficjalnej uroczystości, w pomieszczeniach zamkniętych lub przy wysokich temperaturach, dopuszcza się możliwość występowania bez kurtki mundurowej, w koszulo-bluzie z krawatem i spinką do krawata.
Regulaminy dopuszczają noszenie kordzika Marynarki Wojennej wraz z umundurowaniem galowym.

## Zasady noszenia oznak wojskowych na umundurowaniu galowym

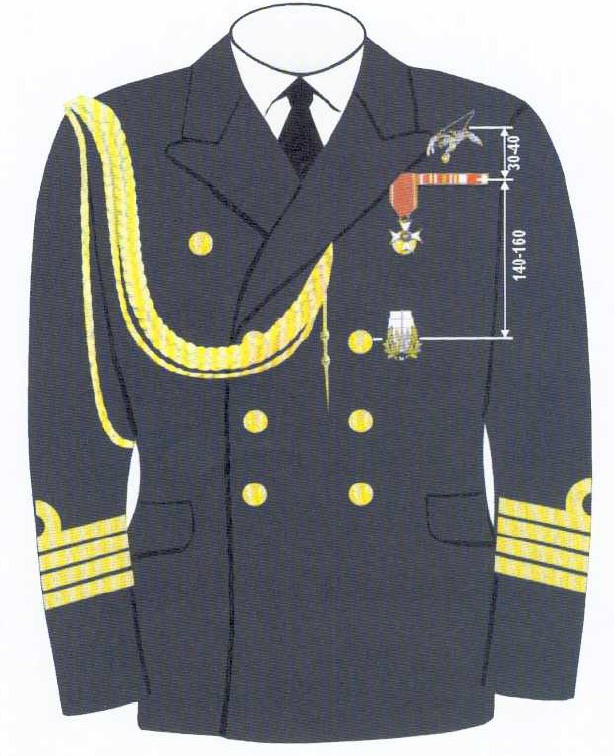
Sposób rozmieszenia orderów, odznaczeń i oznak na kurtce munduru galowego Marynarki Wojennej

### Orły wojskowe
Na kołnierzu admiralskich kurtek mundurowych umieszcza się znak orła admiralskiego haftowanego srebrzystym bajorkiem. Korona, dziób i szpony haftowane są bajorkiem złocistym.

### Oznaka przynależności państwowej
Na lewym rękawie ubiorów galowych umieszcza się oznakę przynależności państwowej w postaci naszywki z godłem Rzeczypospolitej Polskiej (obowiązkowo podczas służby poza granicami kraju, w kraju opcjonalnie).

### Oznaki stopni wojskowych
Oznaki stopni wojskowych nosi się w formie naszywki na lewym rękawie na bluzach wyjściowych lub w formie naszywek na obu rękawów w wypadku kurtek mundurowych. Oznaki stopni wojskowych na umundurowaniu wyjściowym są barwy złocistej.

### Oznaki rozpoznawcze
Oznaki rozpoznawcze jednostki nosi się na lewym (w kompanii reprezentacyjnej Marynarki Wojennej na prawym) rękawie kurtki munduru galowego.

### Oznaka identyfikacyjna z nazwiskiem
Oznakę identyfikacyjną z nazwiskiem nosi się po prawej stronie symetrycznie w stosunku do baretek.